# Анимагия (мультсериал)
«Анимагия» (англ. Magi-Nation) — канадский мультипликационный сериал по мотивам настольной игры Magi-Nation Duel, созданный студией Cookie Jar в 2007 году.
В период с 2007 по 2008 год транслировался первый сезон мультсериала. Второй сезон стартовал в октябре 2010 года, но из-за низкого рейтинга шоу из 26 запланированных серий сезона в эфир вышло 14.

## Сюжет
Лунные Земли существуют и процветают, но местный злой маг Аграм пытается захватить их. Остановить злодея и запечатать его в ядре способны избранные судьбой маги (мечтатели), которым Книга Старейшин готова открыть свои загадки для нахождения камней, питающих ядро энергией. Аграм буйствует и готов напасть на Лунные Земли с новой силой, и только трое друзей (главные герои мультсериала: Тони, Иден и Страг) могут остановить злодея.

## Лунные Земли
Нарум (англ. Naroom)
Тесно связан с лесами и деревьями. В первоначальных вариантах город был буквально «выращен» на огромном древе. В окончательной версии, территория твёрдо стоит на земле, а деревья в лесу могут достигать от 80 до 100 м. Создания снов этой зоны почти не отличаются от зверьков лесопарка, имеют такую же смесь шерстяного и лиственного покрова. Кстати, лиственные участки одежды и аксессуары отличают и самих жителей Нарума.
Главным городом этой земли является Вэш-Нарум (англ. Vash-Naroom).
Сплетение (англ. Weave)
Сплетение отличается травяной растительностью разных размеров и жёлто-зелёных оттенков. Отличается от Вэш-Нарума разновидностями трав, цветом растений и более жаркой погодой. Создания снов имеют на себе смесь шерсти и травы, а жители одеты в простую, лёгкую одежду.
Ардериал (англ. Arderial)
Является небесной зоной, буквально парящей над Оротом. Какая-либо растительность отсутствует. Ардериал знаменит своей академией обучения заклинаниям ветра. Создания снов Ардериала, в основном, летучие и имеют редкий, облачный покров. Жители одеты в расклёшенные, свободные одеяния — у некоторых даже с элементами доспехов.
Нижний мир (англ. Underneath)
Располагается ближе к центру планеты, под землёй (приблизительно под Зубами Кайбора). Представляет собой мир, состоящий из множества опасных шахт и пещер, лишённых солнечных лучей, но с большим содержанием влаги, отчего здесь зачастую встречаются огромные грибы и летучие мыши. Создания снов также имеют на себе грибы частично или вместо шерсти, а жители часто встречаются с грибами вместо волос.
Орот (англ. Orothe)
Возможно, самая большая по площади локация во всех адаптациях «Magi-Nation». Состоит из небольшого участка суши и целого подводного города. Жители Орота — русалки и тритоны, создания снов похожи на морских обитателей. Не понятно, зачем жителям нужен клочок суши, если они могут жить под водой. Возможно, что Орот не полностью затопило, оставив маленькую часть города не омытой. Либо, что вполне вероятно, жители специально сделали пристройку на суше для других представителей Лунных Земель.
Д’Реш (англ. D’Resh)
Зона с самым жарким климатом. Вокруг лишь жёлтый песок, скалы, скелеты огромных созданий. Иногда можно найти кактусы или другие растения, но попадаются они редко. Создания снов представляют собой песочных монстров, огромных кактусов или роек. Жители д’Реша одеты умерено легко, живут одним маленьким кланом в расставленных палатках. Возможно, д’Реш знаменит самым маленьким числом населения (но, скорее всего, он уступает Нару).
Нар (англ. Nar)
Зона холодного климата. Всю локацию покрывают снега, лёд и горы. Создания снов либо преимущественно защищены от холода покровом шерсти, либо сами состоят из льда и снега. Жители Нара, которые редко встречаются в сериале, привыкли к холодам и обходятся минимальным комплектом утеплённой одежды.
Ядро (англ. Core)
Парадвин (англ. Paradwyn)
Бограт (англ. Bograth)
Зубы Кайбара (англ. Kybar's Teeth)
Колд (англ. Cald)

## Магические предметы
● Вербальные заклинания
Маги с навыком Вербальных заклинаний способны колдовать, используя свою внутреннюю энергию, без вспомогательных средств. В основном, заклинания отображаются на смене погоды, управлении стихией, защите себя или целого народа, а также нападении на врага. Вербальные заклинания считаются сложным мастерством, которому нужно усилено учиться. Большим набором заклинаний пользуются лица, занимающиеся государственными делами, или хорошо обученные маги (например, Орвин и Иден).
● Анимиты
Анимит — средних размеров драгоценный камень, имеющий определённую окраску. Наиболее частые используемые магические ресурсы. Каждый персонаж, имевший умеренный диалог в сериале, призвал хотя бы одно создание снов, будь то на соревнование или битву. По правилам, маг находит некого зверя с волшебными способностями и делает его своим созданием снов (происходит это разными путями, в зависимости от характера зверя: либо придётся его побороть в битве, либо попросить стать союзником). Созданий снов можно воспитывать и обучать, но их силы полностью зависят от сил хозяина, поэтому их отправляют на Равнину Снов (прибежище созданий снов для восстановления сил и здоровья). Отправляясь на Равнину Снов, создание оставляет хозяину Анимит, с помощью которого хозяин сможет призвать его снова, когда создание восстановит силы.
● Талисманы
Талисманами называют некие предметы, содержащие в себе магическую энергию. Каждый талисман обладает одной конкретной способностью (блокировка гейзера теней, метание огня, способность летать и т. д). Основной способ получения талисманов неизвестен, но можно нередко наблюдать, как маги ими обмениваются, торгуют или просто отдают.
● Гейзеры теней.
Основано тёмной магией. Гейзер Теней представляет собой углубление с излиянием сиреневого света. Является порталом в Ядро и зоной заражения (превращает обычных магов в магов теней).
● Книга Старейшин
Книга, текст которой виден лишь Последним Мечтателям; проводник к местонахождению Камней Снов и генератор подсказок в необычной форме. Её хотела украсть Иден глубокой ночью.
● Камни Снов
Камни, обладающие мощной силой и энергией играют главную роль в создании ядра. Всего их 12 — каждый принадлежит своей Лунной Земле, откуда наши главные герои добывали их у хранителей.
| №  | Местонахождение | Тип королевства    | Цвет камня    | Элемент |
| -- | --------------- | ------------------ | ------------- | ------- |
| 1  | Зубы Кайбара    | Горы               | Серый         | Камень  |
| 2  | Пески Д’Реша    | Пустыня            | Жёлтый        | Песок   |
| 3  | Нижнемирье      | Подземелье         | Фиолетовый    | Почва   |
| 4  | Колд            | Вулкан             | Красный       | Огонь   |
| 5  | Сплетение       | Трава              | Зелено-жёлтый | Трава   |
| 6  | Бограт          | Болото             | Коричневый    | Болото  |
| 7  | Нар             | Ледяной            | Белый         | Лёд     |
| 8  | Глубины Орота   | Подводный мир      | Синий         | Вода    |
| 9  | Нарум           | Деревья            | Тёмно-зелёный | Лес     |
| 10 | Ардериал        | Облака             | Голубой       | Воздух  |
| 11 | Парадвин        | Джунгли            | Оранжевый     | Флора   |
| 12 | Ядро            | Ядро Лунных земель | Пурпурный     | Тень    |

## Персонажи
● Основные персонажи
- Тони Джонс, 14 лет (в оригинальной настольной игре ему было 15 лет). Каштановые волосы и карие глаза. Вспыльчивый, рассудительный, но в то же время мягкий и ранимый. Его создание снов — Фурок. Тони с Земли, где был спортсменом-бегуном; также он хорошо разбирается в земных науках, истории и погоде, что ясно по приключениям. Его вызвали в Лунные Земли Орвин и Иву, в надежде, что он и есть Последний мечтатель. Его предки через одно поколение бывали в Лунных землях и проходили испытания. Его дед стал народным героем в Глубинах Ората. В конце 1 сезона дедушка Тони возвращается в Лунные Земли с помощью Обелиска-талисмана перехода. Тони был влюблён в Траптику из Глубин Орота, что было поводом для шуток и лёгкой ревности  у Иден. Во 2 сезоне Тони стал читать загадки Книги Старейшин вместо Иден.
- Иден 14 лет (на момент событий 1 сезона  ей предположительно 13 лет). Зелёные глаза и очень длинные и объёмные рыжие волосы с длинной чёлкой и собранные в высокий хвост (в распущенном виде волосы Иден доходили бы до её голеней). Осторожная, предусмотрительная, добрая и красивая девушка, хотя изредка может показывать себя заносчивой и вспыльчивой, что часто вредит общему делу. На первый взгляд производит впечатление хрупкой девушки, но может постоять за себя. Её создание снов — Аггер. Живёт в Лунных Землях, в Вэш-Наруме. Училась заклинаниям у Иву и учителя из Ардериала. Любит животных. Знает о Лунных Землях практически всё. Очень любит читать и хорошо рисует. Она проявила свою предусмотрительность в Песках Д’Реша. В 1 сезоне именно она читает загадки Книги Старейшин, потому что обучена языкам Лунных земель. В начале сериала у Иден с Тони было много стычек, однако со временем они крепко подружились. Во 2 сезоне присутствует несколько намёков на то, что Иден влюблена в Тони, однако из-за закрытия сериала эта тема так и не получила развития.
- Страг, 14 лет. Фиолетовые волосы и лиловые глаза. Мудрый, миролюбивый, рассудительный. Его создание снов — Фрип. Страг — охотник на теней из Нижнемирья. Имеет Лунное чувство, с помощью которого может видеть, что делает человек в настоящее время на расстоянии 3 километра. Аграм — дальний родственник Страга, что очень не нравится юному охотнику. Из-за этого родства Страг не раз попадал под влияние Аграма. Имеет трудные отношения со своими родителями. Влюблён в Иннару, свою подругу детства с которой вместе рос в Нижнемирье.
- Орвин, возраст неизвестен. Хранитель библиотеки в Вэш-Наруме. Его создание снов — Шердор. Он является искусным магом и учителем Иден. В Колде попал под излучение талисмана верности и стал служить Агрому, но после был возвращён в обычное состояние Большим советом и Последним мечтателем. Он является тем, кто призвал Тони в Лунные земли.
- Иву — древняя заклинательница из Вэш-Нарума. Её создание снов — Титан Карильон. Знает очень много заклинаний, некоторое время обучала Иден. Помогала Орвину призвать Тони.

● Второстепенные персонажи
- Шиммер — учительница школы в Ардериале; после изгнания предателя Нимбуло стала новым вождём Ардериала. Одна из знакомых Орвина. По просьбе Иден она научила Последних мечтателей некоторым заклинаниям ветра, подарила Тони талисман — «крылатое» кольцо и не раз помогала в борьбе со злом. Имеет длинные, сдвинутые на бок волосы цвета аквамарин, розовые глаза и лёгкую одежду в светло-синих тонах.

● Маги теней
- Аграм — тёмный маг, который был заточён в ядре более 10 000 лет назад, но вновь вернулся осуществлять захват Лунных Земель. Позже Агром станет духом и вселится в Гората (создание теней) и станет Горагромом. Его создания теней — Горат, Саламарк, Коратан. Главный злодей сериала. Во втором сезоне, будучи духом, захватил Гората, чтобы иметь физическое тело.
- Корг и Зед — самые близкие и самые глупые слуги Аграма. Выполняют все его поручения, которые редко заканчиваются успехом. В основном их планы либо не срабатывают, либо оборачиваются против них самих. Создания теней Корга — Верти-Брэй, Краучер, Демон Драйт. Создания теней Зеда — Гарадин, Молот, Траган, Плит Хаоса.
- Чур — маг теней. Имеет магический посох. По словам самого Чура, он так давно стал магом Теней, что уже не помнит, какая Лунная Земля является его родиной. Его создания теней — Югал, Стинглас.
- Ашио — маг теней родом из Парадвина. Его создание теней — Стинглас[8].

## Список серий

### Сезон 1 (2007-08)[13]
| № | #  | Название                                                  | Показ в США      | Показ в России   |
| --- | -- | --------------------------------------------------------- | ---------------- | ---------------- |
| 1 | 1  | «Последний мечтатель» «Final Dreamer»                     | 22 сентября 2007 | 17 августа 2009  |
| Тони Джонс в ходе разговора со своим дедом получил кольцо с зелёным камнем, которое телепортировало его на Лунные Земли во время марафона. |    |                                                           |                  |                  |
| 2 | 2  | «Возвращение в Вэш-Нарум» «Return to Vash Naroom»         | 29 сентября 2007 | 18 августа 2009  |
| Узнав от своих приспешников о трёх мечтателях, Аграм решает переманить Тони на свою сторону. Иден и Страг пытаются помешать ему. |    |                                                           |                  |                  |
| 3 | 3  | «Зубы Кайбора» «Kybar's Teeth»                            | 6 октября 2007   | 19 августа 2009  |
| Тони, Иден и Страг узнают о том, что они мечтатели и начинают поиски первого камня снов в Зубах Кайбора, но на пути юным героям встречается их новый враг - Чур. |    |                                                           |                  |                  |
| 4 | 4  | «Огонь и лёд» «Fire and Ice»                              | 13 октября 2007  | 20 августа 2009  |
| Мечтатели направляются в Нар, чтобы найти Орвина. |    |                                                           |                  |                  |
| 5 | 5  | «Губительное заклятье» «Blight»                           | 20 октября 2007  | 21 августа 2009  |
| 6 | 6  | «Враг в песках» «Enemy in the Sands»                      | 27 октября 2007  | 24 августа 2009  |
| Корг и Зед заманивают последних мечтателей в пески Д'Реша. Тони, Иден и Страгу пришлось бродить 2 дня в поисках созданий-порталов. |    |                                                           |                  |                  |
| 7 | 7  | «Первый гейзер» «First Geyser»                            | 3 ноября 2007    | 25 августа 2009  |
| 8 | 8  | «Вечер на арене» «Arena night»                            | 10 ноября 2007   | 26 августа 2009  |
| Мечтатели отправляются в Нижний мир. Через сутки состоялся поединок на арене между Страгом и Инарой за Камень снов и титул. |    |                                                           |                  |                  |
| 9 | 9  | «Тень, которую ты знаешь» «The Shadow you Know»           | 17 ноября 2007   | 27 августа 2009  |
| Инара, оказавшаяся магом теней, отправляется на поиски камня снов. Страг, Иден и Тони не отстают. |    |                                                           |                  |                  |
| 10 | 10 | «Под покровом облаков» «Under Cover of Clouds»            | 24 ноября 2007   | 28 августа 2009  |
| 11 | 11 | «Глубины мужества» «Depths of Courage»                    | 1 декабря 2007   | 31 августа 2009  |
| 12 | 12 | «Огненное предательство» «Fiery Betrayal»                 | 8 декабря 2007   | 1 сентября 2009  |
| В Колде герои ищут очередной камень снов. Аграм в очередной раз затуманивает разум Тони, говоря о предательстве друзей. Тони решает про себя не верить его россказням, но позже об этом намекает и книга старейшин, отчего он весь путь ругается с Иден и Страгом, но в итоге ошибался, а неким "предателем" оказался Орвин, которого Корг и Зет обратили в мага теней и забрали к себе в укрытие. |    |                                                           |                  |                  |
| 13 | 13 | «Глазами Аграма» «Eyes of Agram»                          | 15 декабря 2007  | 2 сентября 2009  |
| 14 | 14 | «Драгоценный Хаз-Май» «Precious Haz-Mai»                  | 5 января 2008    | 3 сентября 2009  |
| Поиски камня снов Сплетения осложняются не столько заданием от Хайрена, сколько жителями. Народ уверен, что процветание и развитие королевства зависит именно от камня снов и не желают выслушивать Мечтателей. |    |                                                           |                  |                  |
| 15 | 15 | «Форум старейшин» «Forum of Elders»                       | 12 января 2008   | 4 сентября 2009  |
| 16 | 16 | «Маги под прикрытием» «Magi Undercover»                   | 26 января 2008   | 7 сентября 2009  |
| Мечтатели путешествуют по Бограду и узнают от местного браконьера о лагере магов теней, созданном Орвином для поиска Камня снов Бограда. Ребята, цель которых найти камень и вернуть Орвина, решают воспользоваться шансом, замаскироваться магами теней и стать их союзниками-обманками. |    |                                                           |                  |                  |
| 17 | 17 | «Замороженная крепость» «Fortress»                        | 2 февраля 2008   | 8 сентября 2009  |
| 18 | 18 | «Тайный зал» «The Secret Chamber»                         | 9 февраля 2008   | 9 сентября 2009  |
| 19 | 19 | «Берегись пиратов» «Beware of the Realm Raiders»          | 16 февраля 2008  | 10 сентября 2009 |
| 20 | 20 | «Земля вызывает Тони» «Earth to Tony»                     | 23 февраля 2008  | 11 сентября 2009 |
| По идее и воздействию Аграма, Тони попадает на Землю. В итоге, Тони ненароком нашёл в одном из талисманов камень снов, всё это время Корг и Зет охраняли портал от прибытия Джонса обратно на Лунные Земли, Иден и Страг сидели в засаде, чтобы помешать Коргу и Зету помешать Тони. |    |                                                           |                  |                  |
| 21 | 21 | «Спаситель» «The Preserver»                               | 8 марта 2008     | 14 сентября 2009 |
| 22 | 22 | «Смелое новое царство» «Brave New Realm»                  | 15 марта 2008    | 15 сентября 2009 |
| 23 | 23 | «Путешествие на равнину снов» «Voyage to the Dream Plane» | 22 марта 2008    | 16 сентября 2009 |
| 24 | 24 | «Идеальное создание снов» «The Ultimate Dream Creature»   | 29 марта 2008    | 17 сентября 2009 |
| 25 | 25 | «Судьба лунных земель» «Fate of the Moonlands»            | 5 апреля 2008    | 18 сентября 2009 |
| 26 | 26 | «День судьбы» «Day of Destiny»                            | 12 апреля 2008   | 21 сентября 2009 |

### Сезон 2 (2010)[14]
Второй сезон никогда не имел ни официального, ни любительского русских озвучиваний, но имеет русские субтитры.
| № | #  | Название                                                               | Показ в США     | Показ в России |
| --- | -- | ---------------------------------------------------------------------- | --------------- | -------------- |
| 27 | 1  | «Последний хранитель» «The Final Hyren»                                | 27 октября 2010 | Не было        |
| Последние мечтатели призваны вновь. Начинаются новые поиски или "Квест Хайрена"                                                                 |    |                                                                        |                 |                |
| 28 | 2  | «Пламя славы» «Flames of Glory»                                        | 28 октября 2010 | Не было        |
| На Вэш-Нарум нападают молнии из Ардериала. Тони и Страг отправляются туда, где жители города начали считать последних Мечтателей преступниками. |    |                                                                        |                 |                |
| 29 | 3  | «Видеть сквозь песок» «To See Through Sand»                            | 29 октября 2010 | Не было        |
| 30 | 4  | «Глаз бури» «Eye of the Storm»                                         | 31 октября 2010 | Не было        |
| 31 | 5  | «Внутри тёмного сердца» «Inside the Dark Heart»                        | 1 ноября 2010   | Не было        |
| 32 | 6  | «Охота на охотника» «Hunt for the Hunter»                              | 2 ноября 2010   | Не было        |
| 33 | 7  | «Максимальная производительность» «Peak Performance»                   | 3 ноября 2010   | Не было        |
| 34 | 8  | «Страшная правда» «The Abysmal Truth»                                  | 4 ноября 2010   | Не было        |
| 35 | 9  | «Ночные ползуны» «Night Crawlers»                                      | 5 ноября 2010   | Не было        |
| 36 | 10 | «Тень Гората» «Gorath's Shadow»                                        | 7 ноября 2010   | Не было        |
| 37 | 11 | «Добро пожаловать домой, Страк. Часть 1» «Welcome Home, Strag. Part 1» | 8 ноября 2010   | Не было        |
| 38 | 12 | «Добро пожаловать домой, Страк. Часть 2» «Welcome Home, Strag. Part 2» | 9 ноября 2010   | Не было        |
| 39 | 13 | «Надёжный» «Bad to the Core»                                           | 10 ноября 2010  | Не было        |
| 40 | 14 | «Клубок в джунглях» «Tangle in the Jungle»                             | 11 ноября 2010  | Не было        |
| 41 | 15 | «Разборки в Вэш-Наруме» «Showdown in Vash Naroom»                      | 12 ноября 2010  | Не было        |
| 42 | 16 | «Средневековые маги» «Medieval Magi»                                   | 12 ноября 2010  | Не было        |
| 43 | 17 | «Гробница реликвии фальсификатора» «Tomb of the Relic Forger»          | 12 ноября 2010  | Не было        |
| 44 | 18 | «Тысяча лиц хранителя» «Hyren of a Thousand Faces»                     | 12 ноября 2010  | Не было        |
| 45 | 19 | «Проклятье пиратов» «Curse of the Realm Raiders»                       | 12 ноября 2010  | Не было        |
| 46 | 20 | «Матч-реванш» «Grudge Match»                                           | 12 ноября 2010  | Не было        |
| 47 | 21 | «Страх шестерни» «Fear the Gear»                                       | 12 ноября 2010  | Не было        |
| 48 | 22 | «Свет, камера, маги» «Lights, Camera, Magi»                            | 12 ноября 2010  | Не было        |
| 49 | 23 | «Часть сферы» «Realms Honor»                                           | 12 ноября 2010  | Не было        |
| 50 | 24 | «Под сыновьями» «Sons of the Underneath»                               | 12 ноября 2010  | Не было        |
| 51 | 25 | «Потерянная верность» «Allegiance Lost»                                | 12 ноября 2010  | Не было        |
| 52 | 26 | «Последняя стойка мечтателя» «Dreamer's Last Stand»                    | 12 ноября 2010  | Не было        |